# Gilling (mått)
Gilling är ett gammalt svenskt mått för hö och halm. I Hälsingland motsvarade det 40 lispund, i nutida mått 340 kg.
Ett gott lass hö om 1 gilling ansågs i Ångermanland böra vara 5 alnar långt, 2 alnar brett och 3 alnar högt. Att översätta detta till nutida mått är inte helt lätt, eftersom tolkningen av 1 aln varierat med såväl tid som plats. Om man för en uppskattning antar alnen vara 0,593 meter skulle alltså hölasset vara 2,965 × 1,186 × 1,779 = 6,256 m3 (avrundat).
Avlett från detta är 1 gillingslandäng, varmed menades en äng så stor att den räckte till 1 gilling hö.